# Harrild Hede
Harrild Hede er et omkring 8 km² hedeområde mellem Ejstrupholm og Herning i Herning- og Ikast-Brande Kommuner. Harrild Hede, der ligger lige  vest for den Jyske højderyg i et af de største øde områder i Midtjylland. 
Hede og plantage ligger på gamle indsande, hvor sandet havde frit løb efter istiden. Siden indvandrede planterne, men på grund af overgræsning og hård hugst af træer hærgede sandflugten igen området i perioden fra 1500 til 1800.

## Naturbeskyttelse
Harrild Hede og et areal i Nørlund Plantage, i alt 910 ha,  blev fredet i 1934 og 1954. 
Harrild Hede udgør sammen med   Nørlund Plantage, der også omfatter flere hedeområder, Natura 2000 - område nr. 75 Harrild Hede, Ulvemosen og heder i Nørlund Plantage. I 2022 blev en del af området udpeget som en del af den kommende 2.707 hektar store naturnationalpark Nørlund Plantage og Harrild Hede
Naturstyrelsen Midtjylland åbnede i foråret 2013 i samarbejde med Ikast-Brande Kommune et naturcenter på Harrild Vandmølle ved Holtum Å i den sydlige ende af området.